# Emile Pradignat
Emile Pradignat (Angoulême, 28 gennaio 1843 – Saujon, 2 gennaio 1912) è stato uno scacchista francese.

## Biografia
Léonard Emile Pradignat noto come Emile Pradignat.
Le fonti scacchistiche hanno fornito indicazioni contraddittorie sul suo anno di nascita (1831?, 1832? in L'Italia Scacchistica', 1844?), chiarito finalmente da recenti ricerche genealogiche.
Fu di professione magistrato ed ebbe due passioni: gli scacchi e la musica.
Nel periodo 1879-1883 risultava residente a Lusignan e dal 1898 a Saujon.

## Scacchi
Prolifico compositore già dal 1874, vantava una produzione che oltrepassava oltre i 1500 problemi. 
Vinse numerosi concorsi nazionali, tra cui quattro italiani (1º premio al concorso del Circolo Scacchistico Palermitano nel 1900), nel 1881 Deutsche Schachbund sezione tre mosse, nel 1901 "Aftonbladet", nel 1902 "Otago Witness" e nel 1907 quello francese della Revue d'Echecs.
Nel 1881 conseguì il 2º premio al concorso della Deutsche Schachbund nella sezione del quattro mosse.
Nel 1883 pubblicò  il volume 100 des meilleurs problèmes d'échecs (Paris-Londres, 1883), in cui raccolse cento dei suoi migliori problemi con speciale predilezione per il tre mosse. Le sue composizioni si distinguevano esteticamente per la bellezza dell'insieme e inoltre per la ricchezza di varianti.
Collaboratore di numerose riviste scacchistiche (ad esempio L'Eco degli Scacchi), fu anche redattore di due rubriche: una, a partire dal 1877, su La France Illustrée   e una seconda nel 1885 su Le Carrousel.